# Fampoux Communal Cemetery
Fampoux Communal Cemetery is een begraafplaats gelegen in de Franse plaats Fampoux (Pas-de-Calais). De militaire graven worden onderhouden door de Commonwealth War Graves Commission.
De begraafplaats telt 4 geïdentificeerde Gemenebest graven uit de Tweede Wereldoorlog.